# Imri Ziv

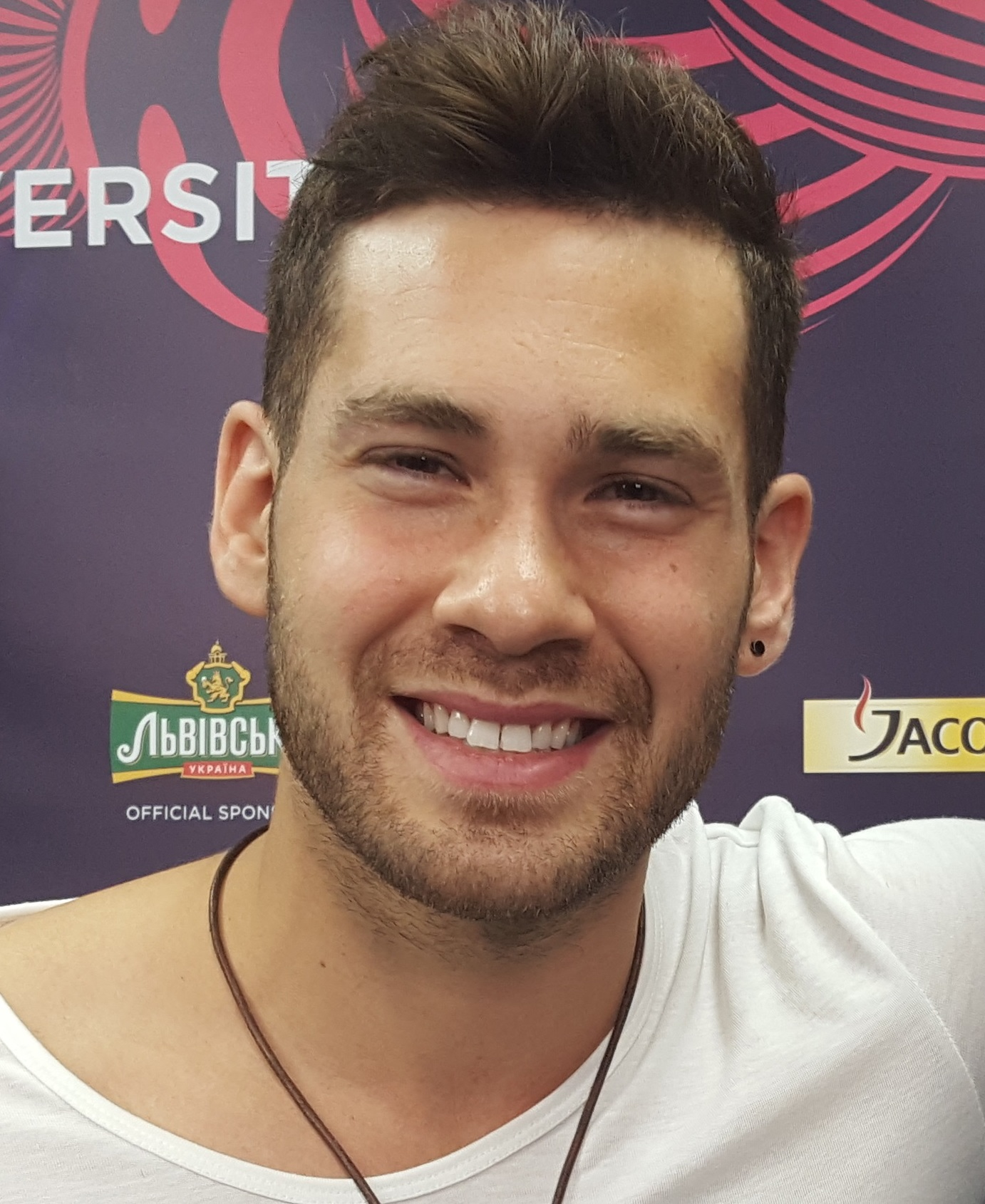
Imri Ziv (2017)

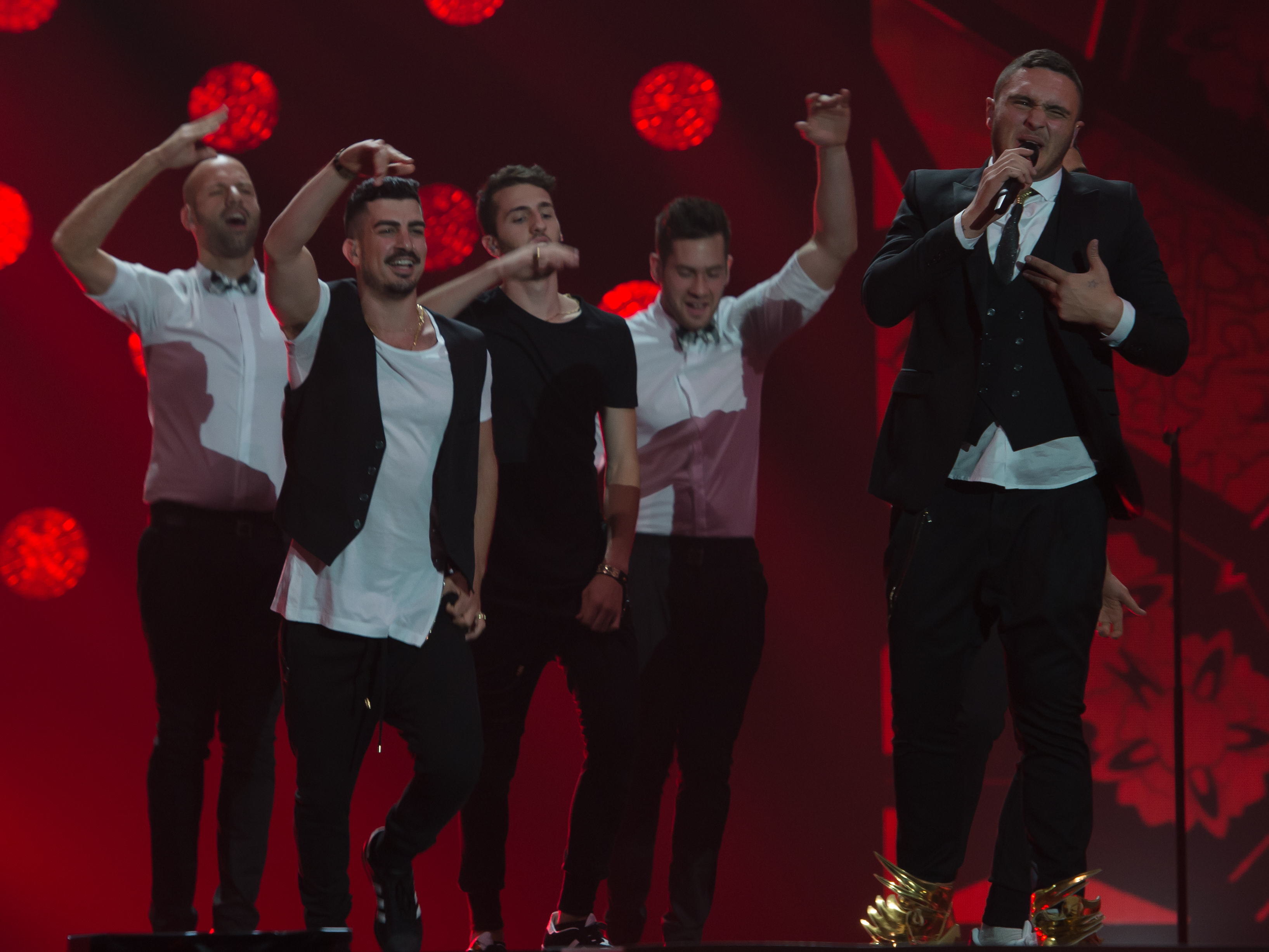
Imri Ziv (zweiter von rechts) beim Eurovision Song Contest 2015 während des Auftritts von Nadav Guedj (rechts)

Imri Ziv (* 12. September 1991 in Hod haScharon; hebräisch אימרי זיו) ist ein israelischer Sänger.

## Leben
Imri Ziv wurde in Hod haScharon geboren. Ein Großelternteil von ihm stammt aus der Ukraine. Er hat einen Bruder und eine Schwester. Während seiner Schulzeit war er häufiger ein Opfer von Mobbing, was ihn zu mehreren Schulwechseln zwang. Im Alter von elf Jahren begann er mit der Musik, als er an einer künstlerischen Schule war. Er studierte später an der Ilan-Ramon-Hochschule Musik und war im Universitätschor tätig.

## Karriere
Ziv wurde erstmals bekannt, als er 2012 bei der ersten Staffel der israelischen Version von The Voice teilnahm, wo er in den Battles ausschied.
Ziv war beim Eurovision Song Contest 2015 und 2016 Backgroundsänger für Nadav Guedj und Hovi Star, nachdem er bereits 2014 im Vorentscheid für den Hintergrundgesang bei Kathleen Reiter zuständig war. Zum Eurovision Song Contest 2017 nahm er selbst am israelischen Vorentscheid Hakochav Haba 2017 teil. Bei der Show, bei der bekannte Lieder gecovert werden mussten und die dem Format Rising Star entspricht, konnte Ziv in der ersten Runde mit The Edge of Glory von Lady Gaga 93 % Zustimmung erringen und damit den ersten Platz. Im Viertelfinale setzte er sich mit Rude Boy (Rihanna) durch, im Halbfinale mit I Don’t Want to Miss a Thing (Aerosmith), bevor er mit Beyoncés Halo und Kelly Clarksons Because of You im Finale den Sieg erringen konnte, sodass er Israel beim Eurovision Song Contest 2017 vertreten durfte. Das Lied, das Imri Ziv sang, wurde intern von einer Kommission ausgewählt und wurde am 9. März in einer Sondersendung auf Haarutz Ha-Rishon präsentiert. Der Name des Liedes wurde vorab bereits als I Feel Alive genannt. Er wurde von Dolev Ram und Penn Hazut geschrieben, die bereits für Künstler wie Sarit Hadad, Eyal Golan, Eden Ben Zaken und Noa Kirel arbeiteten. Im Wettbewerb landete der Titel auf Platz 23.

## Diskografie

### EPs
- 2015: Imri

### Singles
- 2017: I Feel Alive
- 2019: Imrico